# Ракка (эялет)
Эялет Ракка или Урфа (осман. ایالت رقه; Eyālet-i Raqqa‎) — эялет в Османской империи. Площадь эялета в XIX веке — 62 320 км2.
Эялет был образован в 1586 году на территории, которая ранее находилась под управлением эялета Диярбекир. Столицей был не крупнейший город эялета Эр-Ракка, а город Эр-Руха, находившийся в 200 километрах к северу от Ракки.

## Административное деление
Санджаки эялета Ракка в XVII веке:
- Санджак Джемаса
- Санджак Харпуд
- Санджак Деир-Раба
- Санджак Бени-Ребиа
- Санджак Суруч
- Санджак Харран
- Сандажк Рика (Ракка)
- Санджак Роха или Урфа